# 7時にあいまショー
『7時にあいまショー』（しちじにあいまショー）は、1962年4月7日から1963年9月28日までTBS系列局で放送されていたTBS製作の音楽バラエティ番組である。明治製菓（現・明治）の一社提供。放送時間は毎週土曜 19:00 - 19:30 （日本標準時）。

## 概要
TBSのマンモススタジオでミュージカルを行っていた番組。スタジオの半分を「クラブ・セブン・オクロック」と名付けてクラブ式の客席とし、見学参加者を会員制で招いていた。演出はTBS時代の実相寺昭雄が手がけていた。
1963年4月より、模様替えとなり古今亭志ん朝が司会を務めるようになる。
タイトルは似ているが、2016年4月から同年12月まで同じくTBS系列局で放送された『ご対面バラエティー 7時にあいましょう』との関連性は無い。
坂本九を特集したこの番組の映像が1995年にビデオ化、2004年にDVD化されている。また2010年代には、倍賞千恵子を特集した回がCS・TBSチャンネルで再放送された。

## 出演者
- 佐々木功
- 飯田久彦
- 斉藤チヤ子
- 安村昌子
- 古今亭志ん朝
- ほか

## ネット局
特筆の無い限り全て同時ネット。
- TBS（制作局）
- 新潟放送（1963年3月30日まで放送）[1]
- 北陸放送（同上）[1]

## 坂本九「7時にあいまショー」
『坂本九 7時にあいまショー』（さかもときゅう しちじにあいまショー）は、1995年08月09日に東芝EMIよりビデオ化、2004年11月17日にEMIミュージック・ジャパンよりDVD化された、映像作品である。規格品番は、TOBF-91050。映像は、1963年6月8日放送分。画面にテロップは出ない。サブタイトルは、「TVっ子、九ちゃん」で、実相寺の担当回では4本目になる。構成は永六輔が担当。　

### 出演者
- 古今亭志ん朝
- 坂本九
- 原知佐子：ナレーション
- 永六輔（対談の時のみ）
- いずみたく（対談の時のみ）
- ダニー飯田とパラダイス・キング（石川進はすでに脱退しているため、出演していない）
- 九重佑三子（石川進に代わって、パラキンに加入）

### 収録曲
全部で8曲のナンバーが披露されている。いずれも、レコード音源だが、ビデオクリップさながらの坂本のパフォーマンスが見ものである。比較的にCD音源よりもやや音が高くなっている。
1. ステキなタイミング“GOOD TIMIN’”
  - 作詞：F.Tobias／作曲：C.Ballard／訳詞：漣健児

はじめに進行役の古今亭志ん朝が坂本の生い立ちを落語調で解説する。そして、古今亭の口上までアップされる。それに続いて、坂本が登場して最後のワンコーラスだけ歌う。[6]音源は２番がカットされている。
2. グッドバイ・ジョー“GOODBYE JOE”
  - 作詞：H.A.Wittstatt／作曲：R.G.Loose／訳詞：漣健児

前曲「ステキなタイミング」に続いて歌われる。オリジナルは、アルマ・コーガンが歌唱。坂本のカヴァー曲のシングルとしては後発の作品で「九ちゃんのツンツン節」のB面だった曲。２番がカットされている。最初に、女装したダニー飯田が映る。途中、オカヨと名前が出てくる[7]が、森山加代子のことで後のナレーションでも名前が出てくる。
3. 九ちゃんのズンタタッタ
  - 作詞・作曲：青島幸男

古今亭志ん朝の語りに続いて、曲が始まる。ダニー飯田とパラダイス・キングが歌う姿が見られる。
4. ナレーション〈1〉
原知佐子が主に「上を向いて歩こう」の解説する。
5. 上を向いて歩こう
  - 作詞：永六輔／作曲：中村八大

イントロに、「SUKIYAKI」と書かれた、アメリカの新聞の一面が映る。TBS系の音楽番組などで「上を向いて歩こう」が紹介されると、この歌唱映像がよく使われる。[8]
6. ナレーション〈2〉
7. あの娘の名前はなんてんかな 
  - 作詞：永六輔／作曲：中村八大

前曲の「上を向いて歩こう」のB面曲。シリアスなA面曲に対して、B面曲は殆どコミック・ソングのノリである。羅列される女性の名前には、関係者とおぼしきものが所々で散見でき、永の遊び心が窺える。歌詞に「加代ちゃん」と入っている2番はカットされている。
8. ナレーション〈3〉
スポンサーのことを落語調で解説する。最後に、CMに入ることを伝えている。
9. 君なんか君なんか
  - 作詞：永六輔／作曲：中村八大

「一人ぼっちの二人」のB面曲。2番がカットされている。
10. ナレーション〈4〉
古今亭が坂本になりきって、テロップに書かれた質問に答えていた。ここで、「森山加代子」の名前が出てくる。また、坂本がこの番組に於いては初めて一言発言した。[9]
11. 勉強のチャチャチャ
  - 作詞：永六輔／作曲：いずみたく

「見上げてごらん夜の星を」のB面曲。ダニー飯田とパラダイス・キングが踊る姿が見られる。坂本は、勉強する姿が見られる。後に、ダニー飯田とパラダイス・キングと共に踊る。
12. 〈対談〉永六輔／いずみたく
映像に永六輔といずみたくが映るが、口元が音声と合っていないため別々に収録されたかと思われる。最後に、古今亭が番組を終わることを伝える。
13. 見上げてごらん夜の星を
  - 作詞：永六輔／作曲：いずみたく

放送当時では、最新曲だった。2番がカットされている。最後に、無機質なノイズ音をバックに工場の煙突が写し出されて終わる。これは、坂本の出身地である川崎の工場街を想定して組まれたセットらしい。

## 参考資料
- 倍賞千恵子「7時にあいまショー」｜音楽｜TBS CS［TBSチャンネル］
- 坂本九 Official Web Site

| TBS系列 土曜19:00枠 （明治製菓一社提供枠） | TBS系列 土曜19:00枠 （明治製菓一社提供枠）         | TBS系列 土曜19:00枠 （明治製菓一社提供枠）                               |
| 前番組                                     | 番組名                                             | 次番組                                                                   |
| ------------------------------------------ | -------------------------------------------------- | ------------------------------------------------------------------------ |
| わんぱくデニス                             | 7時にあいまショー （1962年4月7日 - 1963年9月28日） | ウエスタン・マリオネット 魔法のけん銃 （1963年10月5日 - 1963年12月28日） |